# Алексєєнко Людмила Михайлівна
Людми́ла Мих́айлівна Алексє́єнко (нар. 2 січня 1963, м. Львів) — український вчений у галузі економіки. Доктор економічних наук (2006), професор (2006). Дочка М. Алексеєнка.

## Життєпис
Закінчила Тернопільський фінансово-економічний інститут (1984, нині ЗУНУ).
У цьому виші: старший викладач, доцент кафедри економіки, контролю та ревізії (1989–1994 роки), доцент кафедри фінансів, кафедри казначейської справи (1994—2002); професор кафедри фінансів (2006—2009). З 2009 року — професор кафедри фінансів суб'єктів господарювання і страхування, завідувачка кафедри фінансів та обліку Івано-Франківського інституту менеджменту.

## Наукові праці
Автор близько 100 наукових праць, у тому числі монографії «Ринок фінансового капіталу: становлення, проблеми та перспективи розвитку» (2004), 2-х словників: «Економічний словник: банківська справа, фондовий ринок (українсько-англійсько-російський тлумачний словник)» (2000), «Економічний тлумачний словник: Власність, приватизація, ринок цінних паперів (українсько-англійсько-російський)» (2003), навчально-методичних розробок, статей (нижче перелічені лише деякі з них):
- Алексеєнко Л. М. Розвиток ринку фінансових і страхових послуг у посткризовий період. — Світ фінансів. — 2010. —№ 4. — С. 164—167.
- Алексеєнко Л. М. Управління інститутами фінансового ринку в системі економічної безпеки. Збірка тез доповідей ІІІ Міжнародної науково-практичної конференції «Теорія і практика сучасного менеджменту: проблеми і шляхи вирішення», 15–16 квітня 2010 р. / Тернопільський національний економічний університет. — Тернопіль, 2010. — С. 19–20.
- Алексеєнко Л. М. Банківський нагляд в контексті посилення вимог до стабільності фінансових посередників. Матеріали Міжнародної науково-практичної конференції «Фінансово-кредитний механізм активізації інвестиційного процесу», 22 квітня 2010 р. / Київський національний економічний університет імені Вадима Гетьмана. — Київ, 2010. — С. 20–22.
- Алексеєнко Л. М. Пріоритети моніторингу формування та реалізації фінансових послуг на іпотечному ринку України. Матеріали XV Міжнародної науково-практичної конференції «Перспективи розвитку економіки України: теорія, методологія, практика», 26–27 травня 2010 р. / Волинський національний університет імені Лесі Українки. — Луцьк, 2010. — С. 224—226.